# Ruth Montgomery
Ruth Shick Montgomery (* 11. Juni 1912; † 10. Juni 2001) war eine amerikanische Journalistin und Autorin zahlreicher Werke der christlichen Esoterik in der Tradition von Jeane Dixon und Edgar Cayce. Sie war ein Schützling von Arthur Ford, der behauptete, dass er (wie Cayce) auf die Akasha-Chronik (oder Datenbank) des Universums zugreifen könne.

## Journalismus
Montgomery begann ihre langjährige journalistische Tätigkeit als junge Reporterin für Waco-News-Tribune, während sie ihre Ausbildung an der Baylor University (1930–1935) erhielt. Später machte sie ihren Abschluss an der Purdue University (1934) und begann als Reporterin für die Louisville Herald-Post zu arbeiten.
1943 wurde sie die erste Reporterin im Washingtoner Büro der New York Daily News und begann ihre umfangreiche Karriere in Washington, DC. Sie berichtete über bemerkenswerte Außenpolitik (darunter die Berliner Luftbrücke), war Kolumnistin für Hearst Headlines und United Press International  und eine belesene Korrespondentin des International News Service.
Bei der Beerdigung von Franklin D. Roosevelt war Montgomery die einzige Frau unter den 12 eingeladenen Reportern. In 1950, while a reporter for the New York Daily News, she was voted president of the Women's National Press Club. 1950 wurde sie als Reporterin für die New York Daily News zur Präsidentin des Women's National Press Club gewählt. 1959 war sie Mitglied des Pressekorps des damaligen Vizepräsidenten Richard Nixon auf seiner Russlandreise. Montgomery schrieb 1970 ihr Buch „Hail to the Chiefs; Mein Leben und meine Zeit mit sechs Präsidenten“.
Montgomery schrieb ab 1952 jährliche Zeitungskolumnen, in denen er Vorhersagen der Hellseherin Jeane Dixon auflistete. 1962 wurde Once There Was A Nun: Mary McCarran’s Years as Sister Mary Mercy veröffentlicht und damit begann Montgomerys lange Karriere als Sachbuchautorin. 1965 wurde ihr Buch A Gift of Prophecy über Jeane Dixon veröffentlicht und wurde ein Bestseller, der sich über 3 Millionen Mal verkaufte.
Montgomery zog sich 1969 von ihrer journalistischen Karriere zurück. Als Teil ihrer Texas-Sammlung enthält die Archivabteilung der Baylor University eine Forschungssammlung, die Papiere von Montgomery enthält.
Sie war Ehrendoktorin der Rechtswissenschaften der Baylor University und des Ashland College.

## Autorin von Büchern über New Age
Montgomery glaubte anfänglich, dass es ihre Mission auf Erden sei, die Öffentlichkeit über ihren Glauben an ein Leben nach dem Tod zu informieren, der unter Spiritualisten üblich ist. Sie studierte ebenfalls Reinkarnation und gelangte zu der Ansicht, dass geistige und körperliche Krankheiten oft in ehemaligen Leben ihre Ursprünge haben.
Mit anderen gleichgesinnten Mystikern gründete Montgomery die Association for Past Life Research and Therapy. Ihre Bücher, die ihr, wie sie sagt, über automatisches Schreiben von ihren Geistführern gechannelt wurden, machten in den 1980ern und 1990er Jahren spiritualistische Vorstellungen im öffentlichen Bewusstsein bekannt und ebneten den Weg für das, was jetzt als New-Age-Religion bekannt ist. Montgomery ist besonders für ihre Popularisierung der “Walk-in”-Theorie bekannt, wonach die Seele einer Person einen verletzten oder schmerzgeplagten Körper verlassen und durch eine neue Seele ersetzt werden kann, die den Körper übernimmt.
In ihrem Buch A World Beyond beschrieb Montgomery, dass sie in einer ehemaligen Inkarnation während der Zeit von Christus gelebt habe und als Lazarus’ dritte Schwester Ruth bekannt war, die nicht in der Bibel erwähnt wird.
Montgomery behauptete, dass die uralten fortgeschrittenen Zivilisationen von Mu und Atlantis sich Tausende von Jahren in der Vorgeschichte des modernen Menschen zerstört hatten. Sie sagte, dass wir sehen würden, dass Reste des verlorenen Kontinents von Atlantis nach einer „Polarverschiebung“ aus dem Meer steigen würden.
Montgomery prognostizierte in den 1970ern (angeblich mit der Hilfe ihrer Geistführer), dass der Dritte Weltkrieg in der Mitte der 1980er anfangen würde, wenn sich ein lokal begrenzter Krieg, der von dem äthiopischen „starken Mann“ Mengistu Haile Mariam angezettelt würde, zuerst im Mittleren Osten und dann in Europa ausbreiten würde. Montgomerys Führer behaupteten deutlich, dass Menschen Willensfreiheit hätten und bezüglich ihres Schicksals ihre eigenen Entscheidungen treffen könnten, und dass sie Ende der 1970er und Anfang der 1980er tatsächlich die Zukunft veränderten und dadurch diesen Krieg verhinderten.
Montgomery prognostizierte weiterhin in den 1970er und 1980er Jahren, dass Amerika in den 1990er Jahren einen „Walk-in“ als Präsident haben würde, („nicht sicher, welcher Zeitraum, 1992 oder 1996)“ – vor der Polarverschiebung, die „in den letzten Monaten des Jahrhunderts“ geschehen sollte, wie es den Führern schien.
Ende der 1990er Jahre prognostizierten die Geistführer in ihrem Buch von 1999, The World to Come: The Guides Long-Awaited Predictions for the Dawning Age, dass der „Walk-in“-Präsident frühestens 2008 kommen würde und sich die Verschiebung deswegen mindestens bis 2010–2012 verzögern würde. Die potenzielle Katastrophe der Verschiebung wurde auch durch den menschlichen freien Willen reduziert. Außer Florida und der Küste Kaliforniens wird der Großteil Amerikas überleben, meinten die Geistführer.

## Veröffentlichungen (Auswahl)
- 1962: Once There Was A Nun: Mary McCarran’s Years as Sister Mary Mercy
- 1965: A Gift of Prophecy:  The Phenomenal Jeane Dixon
  - 1966: Ich sehe die Zukunft, Mosaik Verlag, Hamburg (übersetzt von Renate Lerbs-Lienau)
- 1976: Born to Heal
  - 1989: Der Heiler, Droemer Knaur, ISBN 978-3-426-04218-2
- 1999: The World to Come: The Guides Long-Awaited Predictions for the Dawning Age, Three Rivers Press, ISBN 978-0-609-80537-4